# 20-й армейский корпус (Российская империя)
20-й армейский корпус, XX армейский корпус — общевойсковое соединение (армейский корпус) Русской императорской армии.
Армейский корпус сформирован в 1899 году. Штаб-квартира — Рига, Лифляндская губерния, Виленский военный округ.

## История
С начала XIX века армейский корпус оформляется в войсковую тактическую и административную единицу, включающую все рода оружия вооружённых сил государства: пехоту (инфантерию), артиллерию, кавалерию и инженерию. Корпуса подразделялись на дивизии и бригады. Руководил корпусом штаб во главе с командиром корпуса. В мирное время основная задача корпуса — организация обучения и поддержание боевой готовности войск. Во время войны корпус являлся тактической единицей, осуществлявшей самостоятельные военные действия в составе полевой армии. XX армейский корпус сформирован 17 сентября 1899 года в Виленском военном округе.
С началом Первой мировой войны в составе действующей армии. XX корпус — активный и успешный участник сражения при Гумбиннене 7 августа 1914 года.
Зимой 1915 года формирование в составе 10-й армии Северо-Западного фронта в Восточной Пруссии, попал в окружение в ходе Ласдененской операции. Общий подсчёт потерь в XX армейском корпусе с 31 января по 8 февраля 1915 года, во время Августовской операции в:
- пехоте: офицеров состояло 513 (убыло 349), солдат состояло 35 505 (убыло 27 998);
- артиллерии: офицеров состояло 204 (убыло 124), солдат состояло 9 311 (убыло 5 701), лошадей состояло 8 159 (убыло 5 446), орудий состояло 158 (убыло 158).
- обозах: пехоты утрачено 1 232 повозки, артиллерии утрачено 627 повозок[2].

… Честь ХХ-го корпуса была спасена, и цена этого спасения — 7000 убитых, которые пали в атаке в один день битвы на пространстве 2-х километров, найдя здесь геройскую смерть! Попытка прорваться была полнейшее безумие, но святое безумие — геройство, которое показало русского воина в полном его свете, которого мы знаем со времён Скобелева, времён штурма Плевны, битв на Кавказе и штурма Варшавы! Русский солдат умеет сражаться очень хорошо, он переносит всякие лишения и способен быть стойким, даже если неминуема при этом и верная смерть! ….

## Состав

### 1900 год (штаб-квартира)
- управление (г. Рига)
  - 29-я пехотная дивизия (г. Рига)
    - 1-я бригада (г. Митава)
      - 113-й пехотный Старорусский полк (г. Шавли, Ковенской губ.)
      - 114-й пехотный Новоторжский полк (г. Митава)

    - 2-я бригада (г. Рига)
      - 115-й пехотный Вяземский полк (г. Рига)
      - 116-й пехотный Малоярославский полк (г. Рига)

    - 29-я артиллерийская бригада (г. Рига)
      - 1-й дивизион (г. Рига)
      - 2-й дивизион (г. Рига)
      - 3-й дивизион (г. Рига)

    - 29-й летучий артиллерийский парк (кр. Двинск, Витебской губ.)

  - 45-я пехотная дивизия (г. Рига)
    - 1-я бригада (г. Либава)
      - 177-й пехотный Изборский полк (г. Рига)
      - 178-й пехотный Венденский полк (г. Либава)

    - 2-я бригада (г. Митава)
      - 179-й пехотный Усть-Двинский полк (г. Поневеж, Ковенской губ.)
      - 180-й пехотный Виндавский полк (г. Митава)

    - 45-я артиллерийская бригада (г. Вилькомир, Ковенской губ.)
      - 1-й дивизион (г. Вилькомир, Ковенской губ.)
      - 2-й дивизион (м. Кейданы, Ковенской губ.)

    - 45-й летучий артиллерийский парк (г. Вильна)

### 1909 год
На 1 июня 1909 года:
- управление (г. Рига)
  - 29-я пехотная дивизия[4]
  - 45-я пехотная дивизия[4]
  - 1-я отдельная кавалерийская бригада[4]

### 1914 год
До начала войны входил в Виленский военный округ. Состав на 18 июля 1914 года:
- 28-я пехотная дивизия
  - 1-я бригада
    - 109-й пехотный Волжский полк
    - 110-й пехотный Камский полк

  - 2-я бригада
    - 111-й пехотный Донской полк
    - 112-й пехотный Уральский полк

  - 28-я артиллерийская бригада
- 29-я пехотная дивизия
  - 1-я бригада
    - 113-й пехотный Старорусский полк
    - 114-й пехотный Новоторжский полк

  - 2-я бригада
    - 115-й пехотный Вяземский полк
    - 116-й пехотный Малоярославский полк

  - 29-я артиллерийская бригада
- 1-я Отдельная кавалерийская бригада
  - 19-й драгунский Архангелогородский полк
  - 16-й гусарский Иркутский полк
- 20-й мортирно-артиллерийский дивизион
- 1-й тяжёлый артиллерийский дивизион
- 20-й сапёрный батальон
- 1-й понтонный батальон
- 2-й понтонный батальон
- 2-й обозный батальон

## Командиры
- 04.08.1899 — 22.02.1901[5] — генерал-лейтенант фон Мевес, Ричард Троянович
- 01.03.1901 — хх.хх.1904 — генерал от кавалерии Каханов, Семён Васильевич
- 12.01.1905 — 06.11.1906 — генерал-лейтенант Бекман, Владимир Александрович
- 11.12.1906 — 26.04.1908 — генерал-лейтенант Бертельс, Остап Андреевич
- 28.07.1908 — ??.12.1914 — генерал от инфантерии Смирнов, Владимир Васильевич (генерал)
- ??.12.1914 — ??.02.1915 — генерал-лейтенант Булгаков, Павел Ильич
- 12.03.1915 — ??.04.1917 — генерал от инфантерии Иевреинов, Александр Иосафович
- ??.04.1917 — ??.??.19?? — генерал-лейтенант Ельшин, Александр Яковлевич